# Sofia Zacharaki

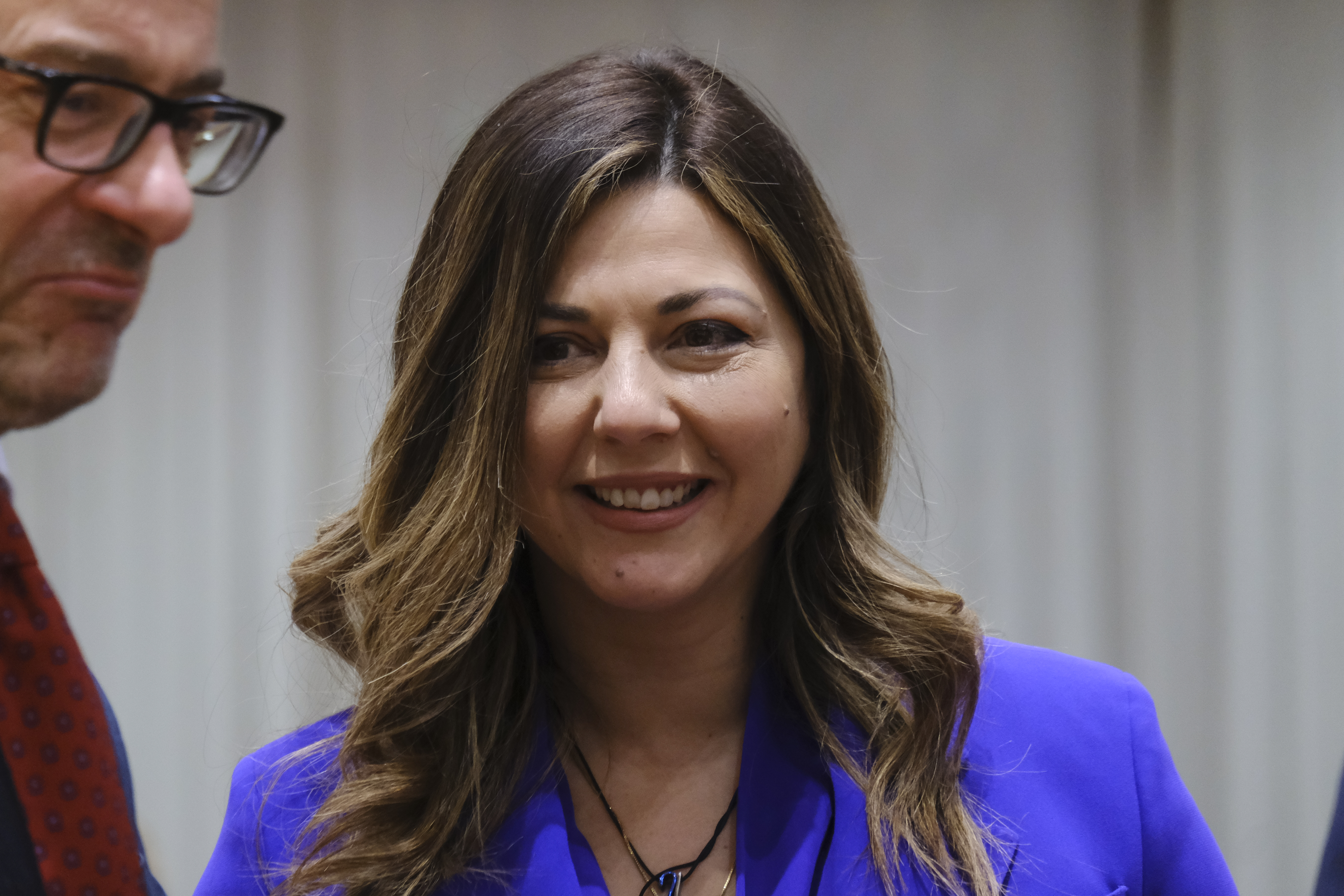
Sofia Zacharaki 2024

Sofia Zacharaki (griechisch Σοφία Ζαχαράκη, * 1976 in Athen) ist eine griechische Politikerin. Sie wurde im Juni 2023 Ministerin für Sozialen Zusammenhalt und Familie im zweiten Kabinett von Kyriakos Mitsotakis.

## Leben
Sofia Zacharaki wuchs in Athen auf. Ihr Vater war Religionslehrer. Sie studierte Anglistik am Lehrstuhl für Englische Sprache und Literatur der Philosophischen Fakultät der Nationalen und Kapodistrias-Universität Athen und absolvierte an ihrer Alma Mater auch ein Postgraduiertenstudium in Vergleichender Pädagogik und in Management europäischer Bildungsorganisationen. Zur Vorbereitung auf das Unterrichten der englischen Sprache besuchte sie das Institute of Education, University of London. Anschließend arbeitete sie als Englischlehrerin im öffentlichen und privaten Bildungswesen.
Außer ihrer Muttersprache spricht sie Englisch, Französisch und Spanisch.

## Politische Karriere
Zacharaki war schon als Studentin politisch aktiv und wurde Mitglied der O.N.NE.D. (Οργάνωση Νέων Νέας Δημοκρατίας (Ο.Ν.ΝΕ.Δ.) Jugendorganisation der Nea Dimokratia). Sie arbeitete im Ministerium für Bildung und religiöse Angelegenheiten, wo sie der Abteilung für die Europäische Union und dem Sekretariat für lebenslanges Lernen und Jugend angehörte.
Von 2012 bis 2014 war sie Beraterin des Ministers für die Entwicklung internationaler und europäischer Beziehungen.
Im März 2019 wurde sie zur Pressesprecherin der Nea Dimokratia ernannt und im Juli desselben Jahres übernahm sie das Amt der stellvertretenden Ministerin für Bildung und religiöse Angelegenheiten. Ihr Zuständigkeitsbereich war die Grund- und Sekundarschulbildung sowie die Sonderpädagogik. Im Januar 2021 wurde sie stellvertretende Ministerin für Tourismus, dadurch war sie zuständig für Tourismusbildung und besondere Formen des Tourismus.
Bei der Parlamentswahl 2023 wurde sie als Kandidatin für die Nea Dimokratia im Wahlbezirk Ost-Attika mit 54.421 Stimmen gewählt. Während des Wahlkampfs 2023 erklärte sie die Schaffung von neuen Arbeitsplätzen, besonders auch für junge Menschen, zu einem ihrer Hauptziele.
Im zweiten Kabinett Mitsotakis ernannte dieser Zacharaki zur Chefin des neu gegründeten Ministeriums für Sozialen Zusammenhalt und Familie. Eine der Hauptaufgaben dieses Ministeriums besteht darin, sich mit dem demografischen Problem Griechenlands zu beschäftigen. Ihre Ernennung traf auf Kritik, da sie selbst zu diesem Zeitpunkt unverheiratet und kinderlos war. Zacharaki fühlte sich durch diese Kritik auf persönliche und unprofessionelle Weise angegriffen und betonte in einem Podcast-Interview der Tageszeitung Kathimerini, dass es nur zeige, dass es immer noch Menschen gebe, deren Weltanschauung veraltet sei. In der griechischen Presse wurde dieser Angriff auf die Ministerin als „sexistisch“ und „völlig fehlgeleitet“ bezeichnet.
In einem Interview mit insider.gr gab Zacharaki an, dass ihr Ministerium während der Legislaturperiode verschiedene Programme zur Entlastung junger Familien, zur Verlängerung der Elternzeit für Berufstätige in der Privatwirtschaft, gegen die Gewalt unter Jugendlichen und für eine effektivere Hilfe Behinderter umsetzen wird.
Nach der Kabinettsumbildung vom 14. März 2025 wurde Sofia Zacharaki zur Ministerin für Bildung, religiöse Angelegenheiten und Sport ernannt; sie übernahm das Ministerium von Kyriakos Pierrakakis.